# Fregalsi Debesay
Fregalsi Debesay Abrha, né le 10 juin 1986 à Tsazega (en), est un coureur cycliste érythréen, ancien membre de l'équipe sud-africaine MTN-Qhubeka de 2012 à 2014. Ses frères, Mekseb, Yakob et Kindishih et sa sœur Mosana sont également coureur cycliste.

## Biographie
En 2011, il devient Champion d'Afrique du contre-la-montre par équipes et Champion d'Érythrée sur route, il termine 2e du championnat d'Érythrée du contre-la-montre et du Kwita Izina Cycling Tour puis 6e du championnat d'Afrique du contre-la-montre. Sa bonne saison lui permet en 2012 d'être recruté par l'équipe sud-africaine MTN Qhubeka.
En 2012, il termine notamment 2e du Tour d'Érythrée et 6e de la Tropicale Amissa Bongo.
En 2014, remporte sa plus grande victoire, en s'imposant en solitaire sur la 4e étape de la Tropicale Amissa Bongo 2014.

## Palmarès
- 2007
  -  Médaille d'argent de la course en ligne des Jeux africains
- 2008
  - 3e du Tour d'Érythrée
- 2009
  - Prologue et 4e étape du Tour d'Égypte
- 2010
  -  Champion d'Afrique du contre-la-montre par équipes (avec Meron Russom, Tesfai Teklit et Daniel Teklehaimanot)
  - 5e et 9e étapes du Tour du Rwanda
  - 7e du championnat d'Afrique du contre-la-montre
- 2011
  -  Champion d'Afrique du contre-la-montre par équipes (avec Natnael Berhane, Jani Tewelde et Daniel Teklehaimanot)
  -  Champion d'Érythrée sur route
  - 2e du championnat d'Érythrée du contre-la-montre
  - 2e du Kwita Izina Cycling Tour
  - 6e du championnat d'Afrique du contre-la-montre
- 2012
  -  Champion d'Afrique du contre-la-montre par équipes (avec Natnael Berhane, Daniel Teklehaimanot et Jani Tewelde)
  - 2e du Tour d'Érythrée
  -  Médaillé de bronze au championnat d'Afrique sur route
- 2014
  - 4e étape de la Tropicale Amissa Bongo

## Classements mondiaux
| Année                                 | 2009 | 2010 | 2011 | 2012 | 2013 | 2014 |
| ------------------------------------- | ---- | ---- | ---- | ---- | ---- | ---- |
| UCI Africa Tour                       | 53e  | 38e  | 7e   | 14e  | 32e  | 98e  |
|                                       |      |      |      |      |      |      |
| Légende : nc = non classéSource : UCI |      |      |      |      |      |      |